# Sorbo-Ocagnano
Sorbo-Ocagnano (korsisch Sorbu è Occagnanu) ist eine Gemeinde auf der französischen Mittelmeerinsel Korsika. Sie gehört zum Arrondissement Corte im Département Haute-Corse.

## Geografie
Der Dorfkern liegt auf ungefähr 310 Metern über dem Meeresspiegel. Sorbo-Ocagnano grenzt im Osten an das Tyrrhenische Meer und ist von den Gemeinden Venzolasca im Norden und Castellare-di-Casinca im Süden umgeben. 

## Bevölkerungsentwicklung

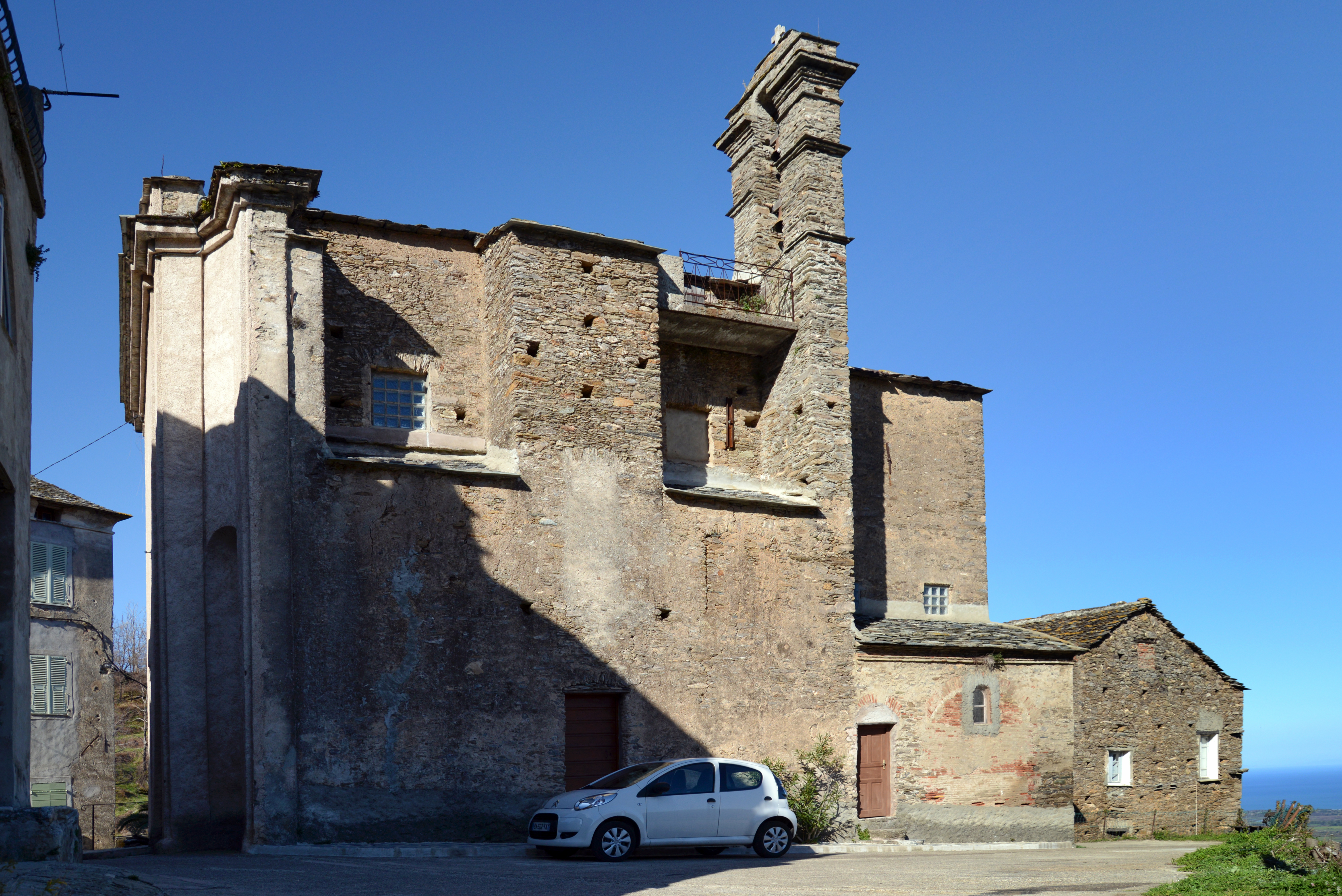
Verkündigungskirche in Sorbo-Ocagnano

| Jahr      | 1962 | 1968 | 1975 | 1982 | 1990 | 1999 | 2008 | 2017 |
| --------- | ---- | ---- | ---- | ---- | ---- | ---- | ---- | ---- |
| Einwohner | 452  | 546  | 441  | 440  | 492  | 716  | 742  | 832  |